# شهرستان ناوارو (تگزاس)
شهرستان ناوارو، تگزاس (به انگلیسی: Navarro County, Texas) یک سکونتگاه مسکونی در ایالات متحده آمریکا است که در تگزاس واقع شده‌است.

## خصوصیات
شهرستان ناوارو ۲٬۸۱۲٫۷۴ کیلومترمربع مساحت دارد.